# شرکت خصوصی محدود با سهام
شرکت خصوصی محدود (به انگلیسی: Private Limited Company) شرکت خصوصی محدودشده توسط سهام یا شرکت سهامی خاص محدود (مخفف انگلیسی: Ltd.) گونه‌ای شرکت خصوصی محدود شده توسط سهام است، که بر پایه قانون ثبت شرکت‌ها در بریتانیا، در حوزه‌های قضایی اتحادیه کشورهای مشترک‌المنافع و جمهوری ایرلند مورد استفاده قرار می‌گیرد. در اینگونه شرکت‌ها بر خلاف شرکت‌های عمومی محدود، مسئولیت سهام‌داران، محدود می‌باشد و نمی‌توان سهام آنها را به‌صورت عمومی در بازار بورس عرضه کرد.
محدود شده توسط سهام، بدان معنی است، که مسئولیت هر یک از سهامداران در مورد بدهی‌های شرکت، محدود به مبلغ سرمایه‌گذاری شده در شرکت است و در صورت عدم کفایت، مجبور نیستند اموال شخصی خود را در این راه مصرف نمایند. به زبان ساده‌تر، در صورتی که شرکت ورشکسته شود و نتواند جوابگوی طلبکاران باشد، تنها سهم سهامداران از بین رفته و طلبکاران نمی‌توانند باقیمانده مطالبات خود را، از اموال و دارایی‌های شخصی شرکای شرکت مطالبه کنند.